# Souleymane Diallo
Souleymane Diallo (22 maggio 1990) è un calciatore mauritano, portiere del Association Sportive et Culturelle Tevragh-Zeïna.